# Emma Miller
Emma Miller (Chesterfield, Reino Unido, 26 de junio de 1839-Toowoomba, Australia, 22 de enero de 1917) fue una sindicalista y sufragista británica, figura clave en las organizaciones que dieron lugar a la fundación del partido Laborista en Brisbane, Queensland, Australia.

## Primeros años
Miller nació el 26 de junio de 1839 en Chesterfield, Inglaterra. Era la cuarta de los cuatro hijos de Martha Holmes, nacida en Hollingworth, y su marido Daniel Holmes. Sus padres teníann fuertes creencias procedentes del unitarismo y del cartismo.
A los 18 años se escapó de su casa y se casó con, Jabez Mycroft Silcock. Tuvieron cuatro hijos juntos. Su marido murió y Miller tuvo que trabajar de costurera para sustentar la familia. En 1874 scontrajo matrimonio con William Miller Calderwood, y emigraron con los niños a Queensland (Australia), donde llegaron en 1879. Calderwood murió en 1880, y Miller se casó con Andrew Miller en Brisbane en 1886.

## Etapa sindicalista
En Queensland, Miller trabajó de costurera de camisas de hombres. Junto con May Jordan, formó el primer sindicato de mujeres en Brisbane en septiembre de 1890 que fue apoyado por una campaña de William Lane en el diario de Worker de Brisbane. Como costurera puso en evidencia en 1891 sobre la explotación que sufrían las trabajadoras mujeres en tiendas, fábricas y talleres. Durante este período Miller fue activista del movimiento por el cierre temprano de los espacios de trabajo.
Durante las grandes huelgas de 1890, Miller apoyó de manera activa la huelga de los esquiladores australianos y la creación del fondo social de ayuda a los doce prisioneros arrestados durante esta huelga. Miller terminó estableciéndose como fundadora del Partido Laborista Australiano en Queensland. Era conocida como "La madre Miller", dado que era la figura femenina dominante dentro del movimiento obrero de Queensland.

## Lucha por el derecho a voto
Miller fue fundadora de la Asociación por la Igualdad de las Mujeres, que si bien fue establecida como tal en 1894 inmediatamente después padeció una ruptura. Leontine Cooper dejó la organización para formar la Liga Sufragista de las Mujeres, alegando que la Asociación por la Igualdad de las Mujeres estaba demasiado vinculada al movimiento obrero y podría obstaculizar la liberación de las mujeres y su derecho a voto. Miller se quedó en la organización como presidente. Ocupó el cargo hasta 1905, cuándo la organización se disolvió una vez que las mujeres adquirieron su derecho a voto de manera efectiva. A pesar de las diferencias, trabajaron juntas por la lucha sufragista de la mujer.

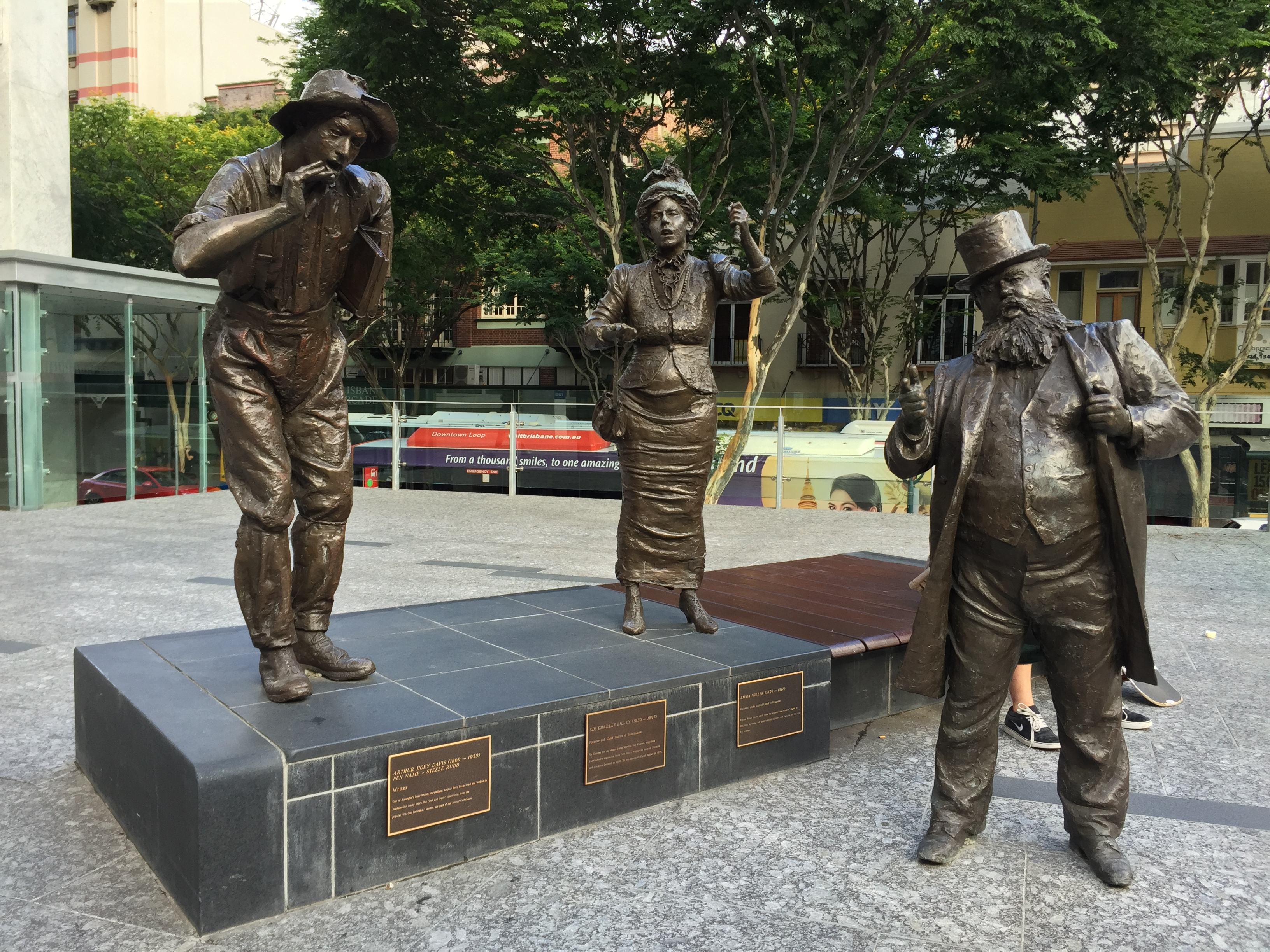
Estatua de Emma Miller en Plaza King George, Brisbane.

Las mujeres adquirieron su derecho a voto en virtud de la Ley Electoral Federal de 9 de abril de 1902, siendo las mujeres australianas, unas de las primeras del mundo en acceder al derecho a voto por decisión del parlamento nacional (las mujeres en Nueva Zelanda lo hicieron tras las elecciones coloniales en 1893). Los miembros de la Asociación por la Igualdad de las Mujeres hicieron uso de su derecho de manera activa en diciembre de 1903 durante las elecciones federales, cuando Miller era presidente.  Después de las elecciones federales Miller se retiró de la presidencia, pero se convirtió en presidenta del Consejo Laboral Político en Brisbane. Las mujeres adquirieron el voto del parlamento de Queensland el 25 de enero de 1905, aunque no el derecho de formar parte de él. Al año siguiente Emma Miller se embarcó en una visita a la zona occidental de Queensland bajo el auspicio del Sindicato de Trabajadores Australianos, donde impartía conferencias para organizar estructuras locales del Sindicato Australiano de Trabajadores y la organización política de mujeres trabajadoras.

## Madurez

### Huelga general de Brisbane
Durante la huelga general de Brisbane en 1912 para organizar sindicatos correctamente, Miller dirigió un contingente de mujeres a Casa de Parlamento. Durante la marcha, las mujeres estuvieron rodeadas por policías con batutas, y Miller empujó su sombrero-alfiler al caballo del Comisario Policial, causando que el caballo la hiera severamente.

### El ejército de Paz de las mujeres
Miller estuvo implicada también como activista en movimientos anti-reclutamiento durante la Primera Guerra Mundial.  Uno fue el Ejército de Paz de las Mujeres cuándo Cecilia John y Adela Pankhurst visitó Brisbane en 1915, y fue elegida presidente. El año siguiente asistió a la conferencia de Alianza de Paz australiana en Melbourne, y de manera improvisada visitó al Banco de Yarra donde denunció al militarismo. La campaña contra el primer reclutamiento referéndum el 28 de octubre de 1916 fue un éxito, atribuido por muchos historiadores a las mujeres fuertes anti-conscription campaña.

## Muerte

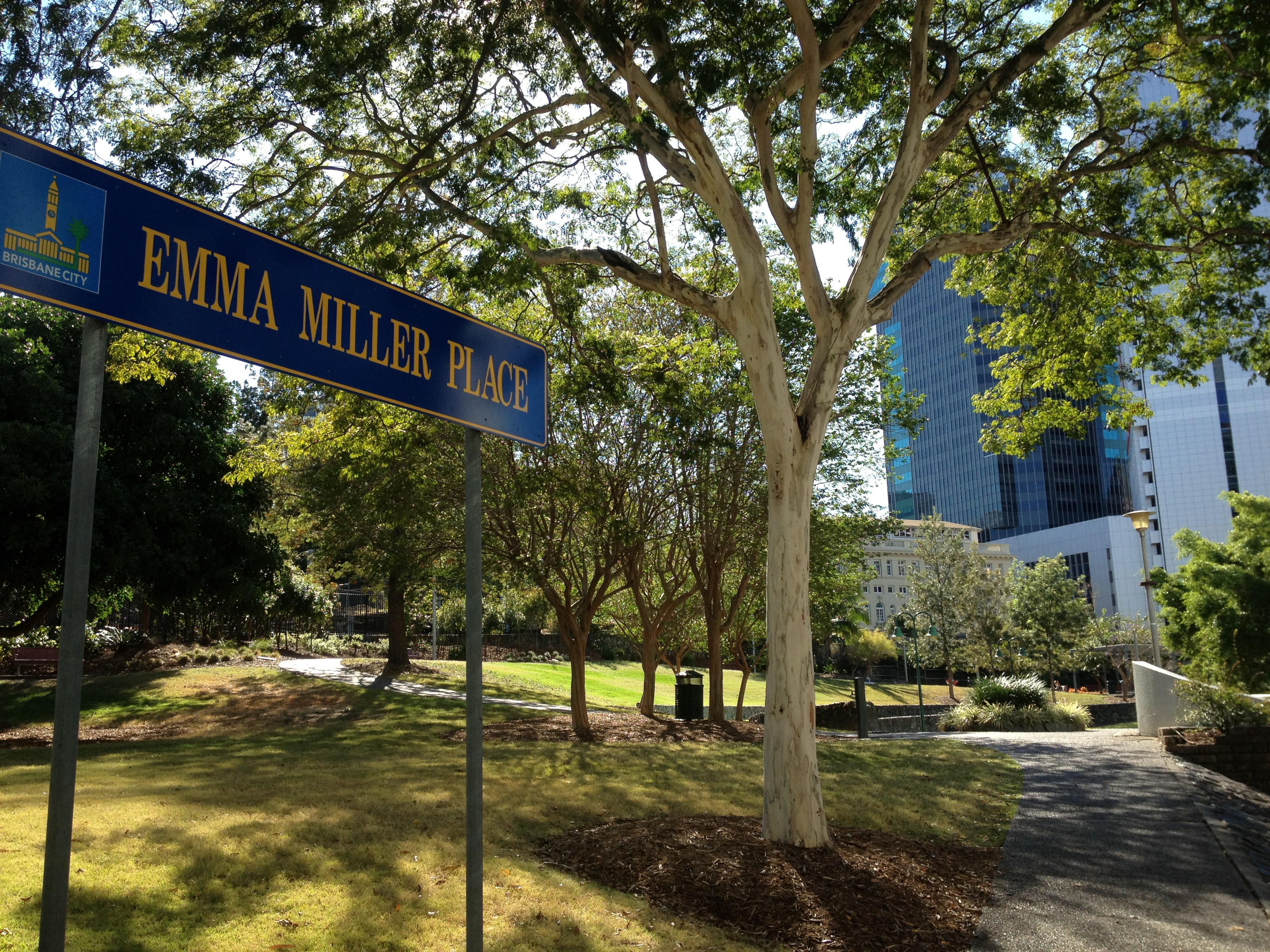
Sitio Emma Miller, 2013

En enero de 1917 Emma Miller viajó a Toowoomba para permanecer varias semanas. En su última reunión pública en los Járdines Botánicos de Toowoomba le transmitió a las mujeres presentes la "necesidad de ser parte del movimiento de trabajadores ya que significa tanto para ellas como para los hombres". Dos días después Emma Miller moría de cáncer. La bandera en la sala Comercia de Brisbane estuvo izada a media asta por respeto a la "madre del Partido de Trabajo australiano". Se ofreció un funeral estatal pero su hijo lo rechazó. Miller fue enterrada en el cementerio Toowong.

### Legado
En agosto de 1917 la revista El Trabajador publicó un poema en conmemoración a Miller. En 1922, un busto de mármol en su conmemoración realizado por James Laurence Watts fue emplazado en el Consejo de Uniones de Queensland. Una estatua está localizada en la Plaza King George en Brisbane, y hay también un sitio dedicado a Emma Miller localizado en la calle Roma en Brisbane. En 1987 el Consejo de Uniones de Queensland estableció el Premio Emma Miller, el cual es otorgado cada año a mujeres que han hecho una contribución excepcional a la unión.

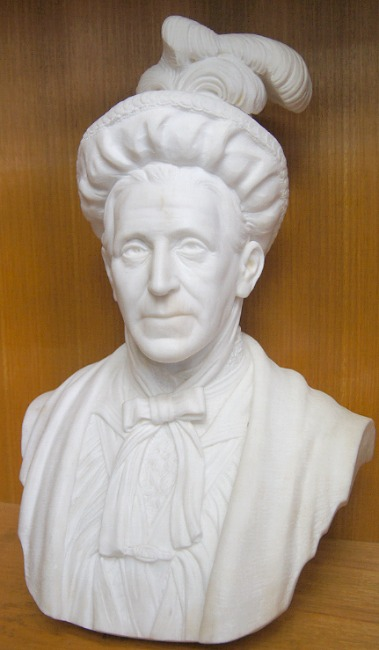
El busto de Emma Miller en Consejo de Uniones de Queensland.

En el año 2003, la historia de la vida de Emma Miller estuvo presentada en la exposición "Mucho en Sus Manos", presentada en el Centro del Patrimonio de los Trabajadores Australianos.